# 3794 Sthenelos
3794 Sthenelos eller 1985 TF3 är en trojansk asteroid i Jupiters lagrangepunkt L4. Den upptäcktes 12 oktober 1985 av den amerikanska astronomen Carolyn S. Shoemaker vid Palomar-observatoriet. Den är uppkallad efter en av alla figurer i den grekiska mytologin, kallad Sthenelos.
Asteroiden har en diameter på ungefär 34 kilometer.